# NGC 3628
NGC 3628 је спирална галаксија у сазвежђу Лав која се налази на NGC листи објеката дубоког неба.
Деклинација објекта је + 13° 35' 24" а ректасцензија 11h 20m 16,7s. Привидна величина (магнитуда) објекта NGC 3628 износи 9,6 а фотографска магнитуда 10,4. Налази се на удаљености од 11,993 милиона парсека од Сунца. NGC 3628 је још познат и под ознакама UGC 6350, MCG 2-29-20, CGCG 67-58, ARP 317, VV 308, IRAS 11176+1351, PGC 34697.